# Gabriela Schöwe
Gabriela Schöwe, född den 26 februari 1964 i Hamburg, Tyskland, är en västtysk landhockeyspelare.
Hon tog OS-silver i damernas landhockeyturnering i samband med de olympiska landhockeytävlingarna 1984 i Los Angeles.